# Dorothy Stratten
Dorothy Stratten, egentligen Dorothy Ruth Hoogstraten, född 28 februari 1960 i Vancouver, död 14 augusti 1980 i Los Angeles, var en kanadensisk fotomodell och skådespelare.

## Biografi
Stratten (då Hoogstraten) arbetade deltid på Dairy Queen när hon 1977 träffade talangscouten Paul Snider. Snider tog nakenbilder av Stratten och skickade in dem till Playboy. 1979, efter att ha kortat sitt namn till Stratten, utsågs hon till Playboys Playmate of the Month för augusti 1979 och till Playmate of the Year för 1980. Hon gifte sig med Snider i Las Vegas i juni 1979. Snider började dock att kontrollera hennes liv in i minsta detalj. Han anlitade en privatdetektiv att följa efter henne och rapportera vad hon gjorde. Hon fick nog, separerade från Snider och inledde ett förhållande med regissören Peter Bogdanovich. Stratten berättade så småningom för Snider att hon var kär i Bogdanovich och ville skiljas.
Den 14 augusti 1980 träffades Stratten och Snider i dennes hus, där de båda tidigare bott, för att diskutera de ekonomiska aspekterna av skilsmässan. Snider sköt Stratten och sedan sig själv. De hittades av deras vän Dr. Stephen Kushner.
Dorothy Strattens sista film, They All Laughed (...och så levde dom lyckliga...), regisserad av Bogdanovich, hade premiär efter hennes död.
Hennes livsöde har skildrats i TV-filmen Death of a Centerfold: The Dorothy Stratten Story (1981) där Stratten spelas av Jamie Lee Curtis. Mer känd är filmen Star 80 (1983), i vilken Stratten spelas av Mariel Hemingway och Snider av Eric Roberts.
Peter Bogdanovich skrev sedan en bok om Stratten, The Killing of the Unicorn (1984). Fyra år senare gifte han sig med Strattens syster, Louise. De skilde sig 2001.

## Filmografi (urval)
- 1979 - Autumn Born

- 1980 - Galaxina

- 1981 - They All Laughed